# Damaged Goods (film 1914)
Damaged Goods è un film muto del 1914 diretto da Thomas Ricketts. Interpretato e sceneggiato da Richard Bennett, il film era tratto da Les Avariés, un lavoro teatrale francese del 1901 di Eugene Brieux che trattava della sifilide, un tema sociale che all'epoca faceva grande scandalo. Nel 1919, dal dramma di Brieux, venne tratto un altro Damaged Goods diretto da Alexander Butler,

## Produzione
Il film fu prodotto dall'American Film Manufacturing Company. Venne girato in California, a San Francisco; le riprese di alcune scene furono effettuale in un ospedale di Los Angeles.
Alcuni attori del cast, inclusi Richard Bennett e Adrienne Morrison, erano apparsi nella produzione teatrale di Damaged Good che avuto la sua prima a New York il 14 marzo 1913.

## Distribuzione
Il copyright del film, richiesto dalla American Film Mfg. Co, fu registrato il 15 settembre 1914 con il numero LU3450 e poi con il numero LU6904.
Distribuito negli Stati Uniti dalla Mutual e presentato da Samuel S. Hutchinson, il film uscì nelle sale cinematografiche il 4 ottobre 1914, dopo che ne era stata fatta un'anteprima il 27 settembre davanti a un pubblico di legali, medici, sociologi, autorità e personalità ufficiali.
In seguito, la Mutual ne fece una riedizione che venne distribuita il 12 febbraio 1917. Questa versione venne rielaborata sotto la supervisione di Bennett e includeva una nuova introduzione e un nuovo epilogo.
Non si conoscono copie ancora esistenti della pellicola che viene considerata presumibilmente perduta. Alcuni frammenti del film sono conservati negli archivi della Library of Congress di Washington.